# Polypedates cruciger
Polypedates cruciger es una especie de anfibios que habita en Sri Lanka. 